# Національний археологічний інститут і музей
Національний археологічний інститут і музей (болг. Националният археологическият институт с музей, НАИМ) — науково-дослідний інститут в Софії, входить в структуру Болгарської академії наук. Заснований в 1948 році в результаті злиття двох організацій — Археологічного інституту та Археологічного музею. Музей існує з 1892 року і є найстарішим археологічним музеєм країни.

## Опис

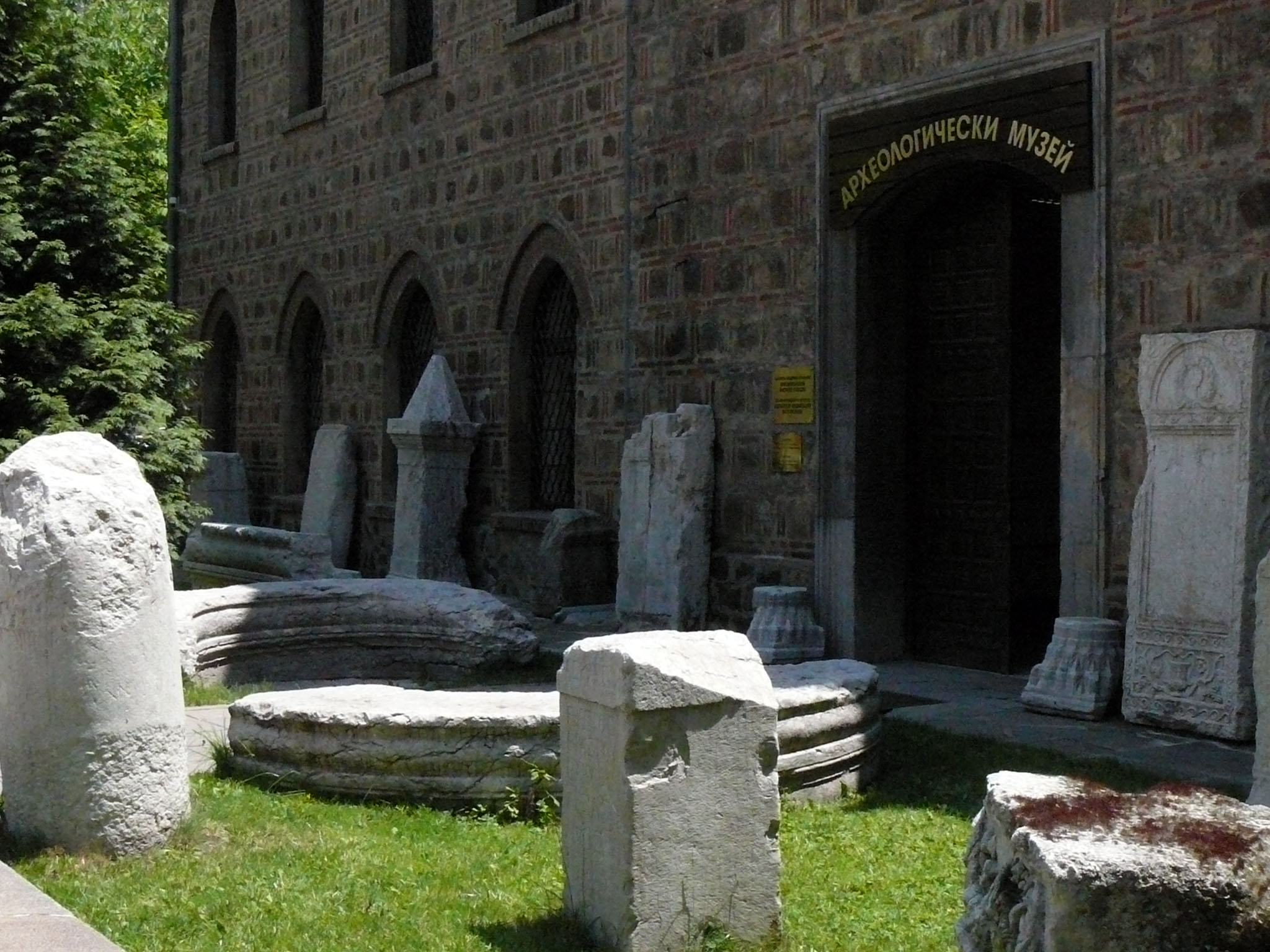
Біля входу в музей

Музей НАІМ розташований в приміщенні колишньої Великої мечеті (Буюк-джамія, завершена в 1474 році, до моменту відновлення болгарської державності будівля була закинута) на вулиці Соборній.
Інститут займається археологічними дослідженнями на території Болгарії. В ньому працюють 67 вчених (станом на 2012 рік). Музей володіє однією з найбільших колекцій на Балканах, включаючи всесвітньо відомі скарби фракійської епохи з Панагюріште та Вилчитран.

## Наукові підрозділи НАІМ
- Відділ древньої історії
- Відділ фракійської археології
- Відділ античної археології
- Відділ середньовічної археології
- Відділ нумізматики та епіграфіки
- Проблемна група з міждисциплінарним дослідженням
- Філіал в Шумені
- Філіал в Велико-Тирново
- Археологічний музей
  - Відділ експозиції
  - Відділ фондів